# 詩曼花·波特
森瑪花·波特（Samantha Potter，1991年1月20日—）是美國的時尚模特兒，她是全美超級模特兒新秀大賽第十一季的亞軍，最後擊敗安娜莉·提普頓，但敗給美琪·蘇莉雲屈居於亞軍。
森瑪花與另外一名參賽者－季軍安娜莉·提普頓一同客串亮相。

## 早前生活
森瑪花於1991年1月20日（有網站指出薩曼莎是生於同年3月6日）出生於加利福尼亞州伍德蘭丘處，在參選全美超級模特兒新秀大賽前，她是一位知名的#20高中學生排球運動員，亦是足球員及越野跑手。身高約180cm。

## 全美超級模特兒新秀大賽
森瑪花是第十一季中最年輕的參賽者，當時只有18歲。但是她的實力並不遜色於其他參賽者，她是第十一季中在每週排行第一名最多次數的其中一位(2次)，更是在第十一季中唯一一位在同一週之中勝出兩個小挑戰的參賽者。其實力及性格在早期更被泰雅·賓絲、杰·曼紐爾及尼祖·百克等的讚賞及認同。
但在第五集中森瑪花犯的錯誤就差點把她攆回家。雖然被多次勸止，但森瑪花仍在擺姿勢時將裙子撩起，並惹怒設計師，指覺得被她的表現所侮辱，最終落入包尾。幸好森瑪花的照片很美而勝於另一名參賽者而繼續留下來比賽。然而她在第六集中重拾信心，拍出好照片而獲得本周第一。
在最後一集的冠軍爭霸中與冠軍美琪·蘇莉雲鬥得激烈，泰雅·賓絲欣賞森瑪花在超模的投票區中能熟練地支配肢體已經有成為名模的樣子，尼祖·百克更欣賞森瑪花在泳裝照中散發出女人的精緻、迷人、性感，泰雅·賓絲更認為這周的她真正成為頂級模特兒。在後期的自然拍及彩妝照中亦與冠軍美琪·蘇莉雲不分上下，所有人都欣賞森瑪花在自然拍中的態度、表情、肢體、一切都完美地展現，但可惜的是最終評審認為森瑪花有時過於商業代的形象而敗給了冠軍美琪·蘇莉雲並屈居於亞軍。
森瑪花在比賽拿兩次第一，也勝出兩次挑戰。
|      | 拍攝題材               | 入圍名次 | 附註         |
| 預賽 | 超模科技研究所         | 5/14     |              |
| 1    | 政治議題性感選舉       | 6/13     |              |
| 2    | 時尚天梯               | 6/12     |              |
| 3    | 沙灘泳衣照             | 3/11     |              |
| 4    | 水上銷魂眼             | 9/10     | 進入包尾二人 |
| 5    | 洛城的災難             | 1/9      | 首名入圍     |
| 6    | 頒獎禮的醜聞           | 4/8      |              |
| 7    | 封面女郎廣告           | 3/7      |              |
| 9    | 十七世紀造型的航海女郎 | 4/6      | 勝出小挑戰   |
| 10   | 單調與魅惑             | 1/5      | 首名入圍     |
| 11   | 荷蘭風車女郎           | 3/4      | 進入包尾二人 |
| 13-1 | 封面女郎廣告及硬照     | 2/3      | 進入包尾二人 |
| 13-2 | 冠亞軍走秀             | 2/2      | 亞軍         |

## 賽後動態
在比賽後，森瑪花得到了L.A. Model Management的簽約，並成為旗下的名模特兒。
另外，在生活大爆炸第二季第七集「The Panty Piñata Polarization」中，森瑪花與另外一名第十一季參賽者－季軍安娜莉·提普頓客串亮相。
在近況相片中亦見安娜莉·提普頓與森瑪花·波特的好友關係。
最近，森瑪花亦與美琪出席數個大型的時裝展－阿姆斯特丹國際時裝週2009（Amsterdam International Fashion Week 2009）。她被AMFI、EиD by Eva、Delia、Ready to Fish by ilja 及 Addy van de Krommenacker 邀請擔任時裝模特兒。

## 外部連結
- 薩曼莎在 ANTM 比賽中的照片
- 薩曼莎在時裝展的照片
- 薩曼莎在FB的專頁[永久]

| 前任： 安雅·岡 | 全美超級模特兒新秀大賽亚軍 第十一季 | 繼任： 雅麗遜·哈佛 |